# Julio Palmaz
Julio César Palmaz (La Plata, 13 de diciembre de 1945) es un médico argentino especialista en radiología vascular en el Centro de Ciencias de la Salud de la Universidad de Texas en San Antonio. Es conocido por inventar el stent expandible, por el que obtuvo una patente en 1988.

## Biografía
Estudió en la Universidad Nacional de La Plata, obteniendo su título de médico en 1971. Realizó sus prácticas en la especialidad de radiología en el Hospital Interzonal General de Agudos San Martín de La Plata, antes de trasladarse a Estados Unidos.
En 2013 recibió la Mención Especial por Trayectoria de los Premios Konex a la Ciencia y Tecnología.

## Stent Palmaz-Schatz (o stent expandible)
La cardiopatía isquémica designa, de manera genérica, un conjunto de trastornos donde existe un desequilibrio entre el suministro de oxígeno y sustratos con la demanda cardíaca debido a una obstrucción del riego arterial. El estrechamiento de las arterias coronarias que irrigan el corazón ocurre fundamentalmente por la proliferación de músculo liso y depósito irreversible de lípidos, especialmente ésteres y cristales de colesterol. La lesión principal sobre el interior de los vasos sanguíneos del corazón se denomina placa de ateroma, rodeada por una capa de fibrosis.
Esta condición es causa frecuente de angina de pecho, infarto de miocardio y muerte súbita cardíaca. A partir de mediados de la década de 1960 el tratamiento líder consistía en una cirugía invasiva de baipás. Debido a los altos costos de esta intervención y el elevado riesgo para el paciente, desde la década de 1970 se han estado buscando procedimientos alternativos. En 1977, Andreas Roland Grüntzig realizó la primera angioplastia
coronaria exitosa, técnica que consiste en introducir un balón inflable al extremo de un cateter para dilatar una arteria ocluida. Este procedimiento, sin embargo, mostraba una alta tasa de recurrencia en la obstrucción arterial, volviendo a formarse la placa de ateroma en aproximadamente el 50% de los pacientes.
Luego de asistir a una conferencia de Andreas Grüntzig, Palmaz comenzó a trabajar en la idea de agregar a la práctica de la angioplastia un dispositivo que permaneciera en las arterias, evitando la elevada tasa de recurrencia. Con esa idea, comenzó a probar distintos tipos de tubos rígidos expandibles, hasta lograr una red tubular conformada por una malla metálica.
En 1983 el Dr. Richard Reuter lo invita a sumarse al Centro de Ciencias de la Salud de la Universidad de Texas en San Antonio para continuar con el desarrollo de su invento. En 1987, en la Universidad de Friburgo de Alemania Occidental, se implanta el primer stent periférico en humanos y ese mismo año se repite la experiencia en San Pablo, Brasil.
Durante el desarrollo del invento, Palmaz consigue una fuente de financiamiento poco habitual para este tipo de desarrollos: Phil Romano, un emprendedor que fundó cadenas de restaurantes como Fuddruckers y The Macaroni Grill, el cual ofreció 250.000 dólares por acciones en el producto, para el que Palmaz en ese estadio se asoció con el Dr. Richard Schatz, un cardiólogo del Brooke Army Medical Center.
Los tres socios, autodenominados "The Expandable Graft Partnership" ("La Sociedad del Injerto Expandible"), patentó esta tecnología en 1985 y la presentó a varias compañías, incluyendo Boston Scientific y Johnson & Johnson, que finalmente la licenció por 10 millones más royalties. Con Johnson & Johnson apoyándolos y financiamiento adicional para su desarrollo, el stent desarrollado por Palmaz fue aprobado para su uso en arterias periféricas en 1991 y en arterias coronarias en 1994.
Esta tecnología tuvo un éxito sin precedentes, siendo utilizado en el 80% de las intervenciones coronarias percutáneas a solo cuatro años de su aprobación por parte de la FDA. La angioplastia con balón inflable con el uso de stent es en la actualidad el tratamiento más utilizado contra la aterosclerosis.
En 1999, Luis M. De la Fuente y Simon Stertzer (Universidad Stanford), desde Buenos Aires, colocan el primer stent con medicamento en la historia de la medicina, tras 5 años de investigación, lo cual está documentado y publicado en el Journal of Invasive Cardiology. La misma dupla médica colocó en Argentina el primer stent coronario de nitinol en 1986, luego de lo cual en 1987 lo perfeccionó haciéndo más flexible y delgado el stent en comparación al de Palmaz-Schatz.